# Philippos Stephanos Thottathil
Philippos Stephanos Thottathil (* 9. Mai 1952 in Ranni, Distrikt Pathanamthitta, Kerala, Indien) ist ein indischer Geistlicher und syro-malankarisch-katholischer Bischof der Vereinigten Staaten und Kanadas.

## Leben
Philippos Stephanos Thottathil empfing am 27. April 1979 durch den Bischof der Eparchie Tiruvalla, Isaac Youhanon Koottaplakil, das Sakrament der Priesterweihe.
Am 25. Januar 2010 ernannte ihn Papst Benedikt XVI. zum Titularbischof von Sozopolis in Haemimonto und bestellte ihn zum Weihbischof in der Erzeparchie Tiruvalla. Der syro-malankarisch-katholische Großerzbischof von Trivandrum, Isaac Cleemis Thottunkal, spendete ihm am 13. März desselben Jahres die Bischofsweihe; Mitkonsekratoren waren der Erzbischof der Erzeparchie Tiruvalla, Thomas Koorilos Chakkalapadickal, und der Bischof der Eparchie Pathanamthitta, Yoohanon Chrysostom Kalloor.
Papst Franziskus ernannte ihn am 5. August 2017 zum Bischof der Eparchie St. Mary Queen of Peace der Vereinigten Staaten und Kanadas.